# FMA IA 58 Pucará
O FMA IA 58 "Pucará" (Fortaleza na língua quechua) é um avião bimotor turboélice de combate ligeiro, desenvolvido e fabricado pela estatal Fabrica Militar de Aviones, atual FAdEA, da Argentina, na década de 1970.  É projetado para operar em pequenas pistas de terra, tendo como missão primordial o apoio a forças terrestres, combate anti-helicópteros e missões de contra-insurgência.
Foi utilizado na Guerra das Malvinas.

## Desenvolvimento
Nos anos 1960, a Guerra do Vietnã demonstrou que aviões de ataque ao solo convencionais não eram eficientes no combate aos guerrilheiros vietcongs. Assim, as indústrias de aeronaves militares desenvolveram diversos projetos para atender essa demanda.
Em 1966, a Dirección Nacional de Fabricación e Investigación Aeronáutica - DINFIA estabeleceu parâmetros para a criação de uma aeronave de ataque leve, o que resultou no projeto AX-2. Para acelerar o processo, utilizou-se como base o desenho do IA 50 Guaraní II.

## Projeto
O primeiro voo do protótipo do AX-2 ocorreu em 20 de agosto de 1969. Naquele momento a aeronave tinha sido renomeada para FMA IA 58 Delfin. Propulsionado por dois motores Garrett TPE331, de 575 HP, não obteve o desempenho esperado. Para corrigir a falha, o segundo protótipo foi equipado pelos propulsores Turbomeca Astazou, de 965 HP, com voo de teste em 6 de setembro de 1970.
Com instabilidade política interna, o projeto sofreu atrasos. 

## História Operacional
Após sua entrada em serviço, em 1974, o Pucará foi empregado contra os opositores do regime militar, durante a Operação Independência, em 1975.

### Guerra das Malvinas

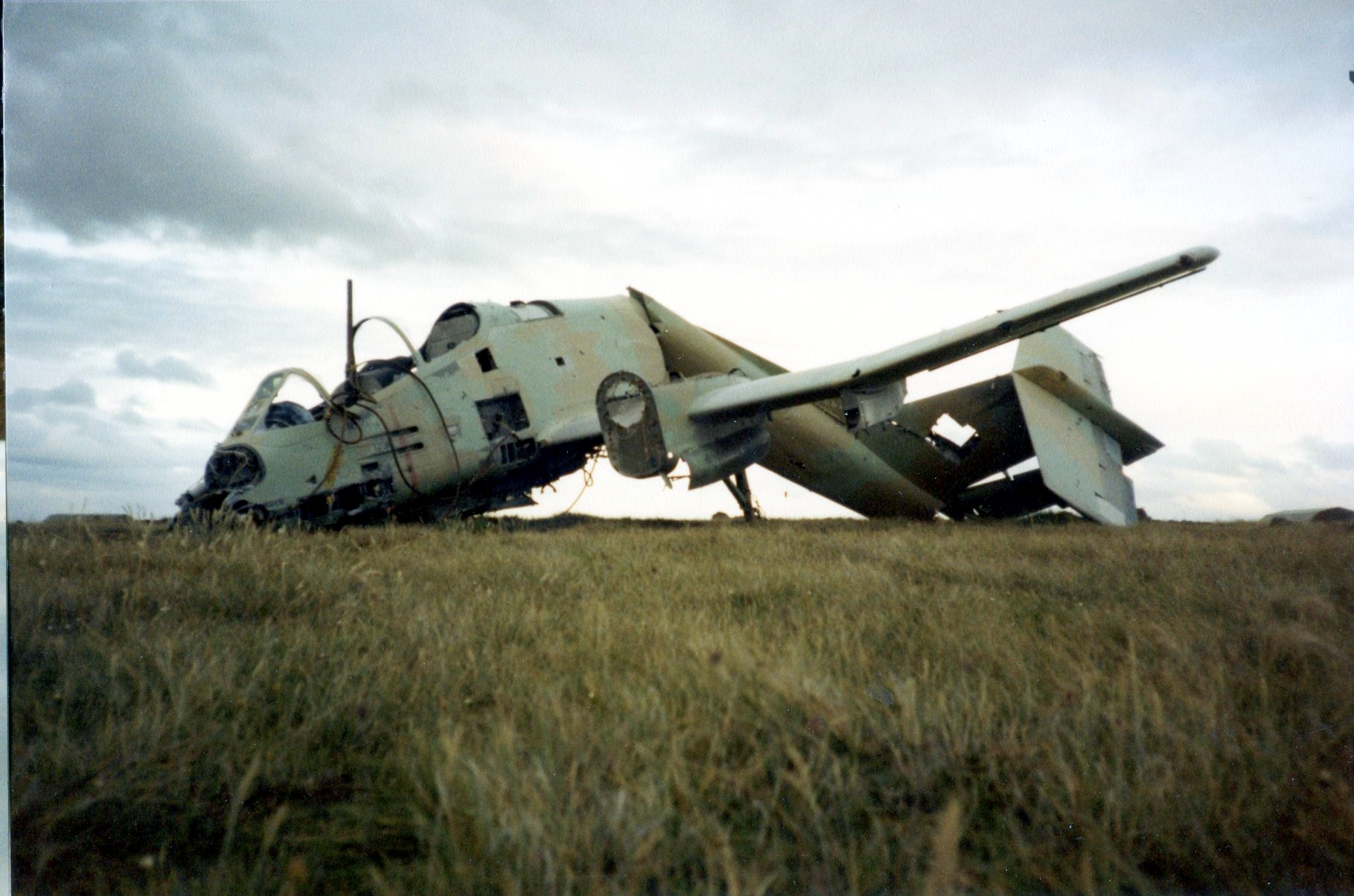
Pucará destruído e abandonado no Aeroporto Stanley, foto de 1984.

Durante a Guerra das Malvinas, a Força Aérea Argentina tinha entre 45 e 60 Pucará, baseados no 3º Grupo de Ataque. Por conta das pistas de pouso existentes nas Ilhas Malvinas serem curtas, os Pucará eram as únicas aeronaves de combate capazes de operar. Assim, 24 unidades foram transferidas para as ilhas, enquanto os demais permaneceram no continente, nos arredores de Comodoro Rivadavia.
Projetado para ataque ao solo, o Pucará acabou sofrendo pesadas baixas ao ter de enfrentar os jatos Sea Harrier, da Royal Air Force. Ao final do conflito, o 3º Grupo de Ataque argentino tinha perdido unidades, dos quais quatro em voo, dois em acidentes e os demais destruídos e/ou sabotados em terra por tropas SAS britânicas
Durante a Batalha de Goose Green, um Pucará abateu um helicópero Westland Scout dos Royal Marines.

### Guerra civil do Sri Lanka
Para combater os rebeldes tâmeis, durante a Guerra civil do Sri Lanka, a força aérea daquele país adquiriu quatro 4 IA-58 Pucará, em 1985, a um custo unitário de US$ 2,6 milhões. Por conta de problemas econômicos e técnicos (naquela época o Pucará estava fora de produção), a FMA conseguiu entregar as aeronaves apenas em 1992. O avião foi empregado com relativo sucesso no conflito. A situação mudou quando os rebeldes tâmeis tiveram acesso a mísseis terra-ar. O primeiro Pucará foi derrubado em 13 de outubro de 1993. Após a queda do segundo Pucará, em 14 de julho de 1995, a Força Aérea do Sri Lanka manteve as duas aeronaves restantes estacionadas em terra, por falta de peças. Posteriormente, partes sobressalentes do Pucará foram apreendidas pela alfândega argentina, quando se destinavam a Hong Kong. O misterioso importador da mercadoria declarou em documentos que a carga era de torneiras, despertando suspeitas de contrabando de armas.
As duas aeronaves foram reativadas somente em meados de 1997. Uma delas foi abatida em 15 de março de 1997. Restaurada, continuou voando até 1998, quando foi retirada de serviço com a outra aeronave. Em 2003 ambas foram desativadas e expostas:
- CA-603- Modelo IA-58A – Número de construção 102. Exposta em um pedestal próximo à torre de controle da Base aérea de Anuradhapura, da Força Aérea do Sri Lanka;[7]
- CA-605 – Modelo IA-58A-Número de construção 101. Exposta no museu da Força Aérea do Sri Lanka, Ratmalana.[8]

## Versões
- AX-2 Delfin – protótipo de testes;
- AX-4 – protótipo de aeronave anti-submarino carregada com um torpedo Mark 45;
- IA-58 A- Primeira versão operacional, produzida em maior número que as demais;
- IA 58 B- Versão com melhorias nos aviônicos e equipada com dois canhões DEFA de 30 mm no lugar dos dois canhões HS.804 de 20 mm;
- IA-58 C- Versão monoposto, desenvolvida após a Guerra das Malvinas, equipada com dois canhões DEFA de 30 mm canhões, blindagem adicional, suporte para mísseis  ar superfície;
- IA-58 D - Modernização da versão A, com novos sistemas aviônicos e novos motores PT6A-62[2];
- IA-66 – Modernização do IA-58A, com novos motores Garrett TPE331, voou em 1980.

## Utilizadores

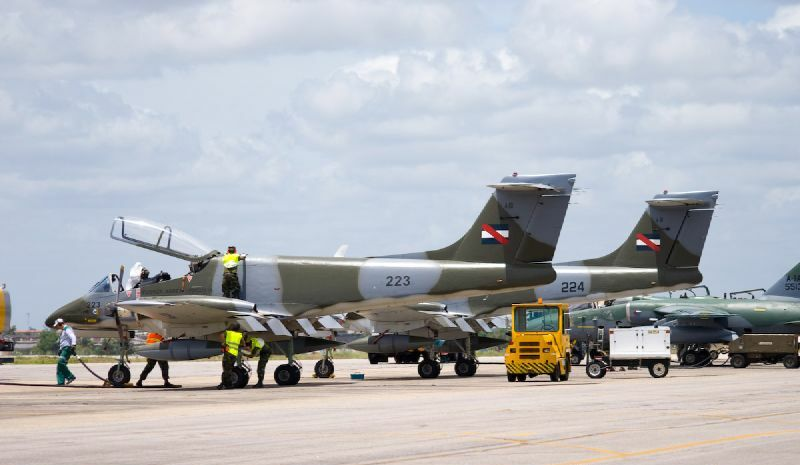
O Uruguai é o único utilizador do Pucará ao lado da Argentina. Acima, dois IA-58 Pucará da Brigada Aérea II do Esquadrão nº 1 da Força Aérea do Uruguai.

### Atuais
Argentina - A Força Aérea Argentina é  o maior usuário do Pucará, com 30 aeronaves de diversas versões. O Pucará foi empregado como aeronave de contra-insurgência.
 Uruguai - O Pucará é a única aeronave de ataque da Força Aérea do Uruguai. As seis aeronaves de fabricação argentina são utilizadas pela Brigada Aérea II do Esquadrão nº 1 da aviação uruguaia.

### Ex utilizadores
Colômbia - No final da década de 1980, o governo argentino realizou a doação de 3 Pucará para a Força Aérea da Colômbia. A doação das aeronaves simbolizava o apoio argentino ao governo da Colômbia no combate a guerrilha e a o narcotráfico. As aeronaves, numeradas 2201,2202 e 2203, foram empregadas no combate ao narcotráfico, porém, foram retiradas de serviço prematuramente em 1996. A falta de peças sobressalentes, a burocracia na aquisição, aliada a pouca assistência técnica argentina, abreviaram sua operações . Após a desativação,  o Uruguai demonstrou interesse em adquirir os 3 Pucará, iniciando conversações com a Colômbia. Somente em 2008, foi consumada a aquisição.
 Sri Lanka - A Força Aérea do Skr Lanka adquiriu 4 Pucará em 1992, empregados na Guerra civil do Sri Lanka. Três aeronaves foram abatidas por misseis terra-ar lançados pelos rebeldes tâmeis, a aeronave restante foi retirada de serviço por falta de peças sobressalentes,  em 1998.
 Reino Unido - Durante a retirada das ilhas Falklands/Malvinas, a Força Aérea Argentina abandonou várias aeronaves, incluindo onze Pucarás (quatro em condições de voo). As forças armadas britânicas capturaram essas unidades e, após realizar alguns testes, entregou seis delas para museus britânicos:
- A-515 (ZD485) - Royal Air Force Museum, Cosford[11].
- A-517 - de propriedade privada.
- A-522 (8768M) -  North East Aircraft Museum (emprestado pelo Fleet Air Arm Museum, Yeovilton) [12]
- A-528 (8769M) - Norfolk and Suffolk Aviation Museum (emprestado pelo Museum of Army Flying, Middle Wallop)
- A-533 (ZD486) - Boscombe Down Aviation Collection (seção do Cockpit)
- A-549 (ZD487) - Imperial War Museum Duxford [13].

### Aquisições canceladas
Bolívia – A Bolívia foi o primeiro país a estudar a aquisição do Pucará, em 1975, porém as negociações não foram adiante. Alguns anos depois, o país adquiriu o Pilatus PC-7.
 Mauritânia - A Mauritânia encomendou a compra de 6 aeronaves em 1978. Após a primeira ser concluída, enquanto as demais estavam sendo construídas na fábrica da FMA em Cordóva, a compra foi cancelada após um golpe militar que derrubou o regime do coronel Mustafa Ould Salek. As aeronaves foram concluídas e entregues a Força Aérea Argentina. Uma delas, numerada A-515 (ZD485), foi utilizada na Guerra das Malvinas e acabou capturada pelas forças britânicas. Transportada para a Grã-Bretanha foi entregue ao museu da Royal Air Force em Cosford.
 Iraque - Em 1985, o governo do Iraque encomendou 20 aeronaves, porém a compra foi barrada pelo governo argentino.
 Brasil – Em 1990, o governo brasileiro anunciou a compra de 30 aeronaves de apoio, destinadas para o projeto SIVAM, porém desistiu do negócio. Posteriormente, a Embraer desenvolveu o EMB-312 "Tucano". 

## Desativação
Em outubro de 2019, a Força Aérea Argentina (FAA) anunciou a desativação dos IA 58 "Pucará", após 44 anos de serviços. 

## Retorno e troca de nome
Assim que foi anunciada a aposentadoria do avião, a FAA informou que ele retorná ao serviço com o nome alterado para Pucara Fénix, porém com grandes modificações. A principal delas é que deixará de ser aeronave de ataque para se tornar uma aeronave de operações de vigilância e patrulhamento de fronteiras.
  

A conversão conterá inúmeras novidades, como motorização Pratt & Whitney Canada PT-6A62, hélices quadripás e sensores de buscas. Todo o serviço estará a cargo da FAdEA.